# Rurka (powiat Goleniowski)
Rurka (Duits: Rörchen) is een dorp in de Poolse woiwodschap West-Pommeren. De plaats maakt deel uit van de gemeente Goleniów en telt 22 inwoners.

## Verkeer en vervoer
- Station Rurka